# Aldeia da Ribeira, Vilar Maior e Badamalos
Aldeia da Ribeira, Vilar Maior e Badamalos (llamada oficialmente União das Freguesias de Aldeia da Ribeira, Vilar Maior e Badamalos) es una freguesia portuguesa del municipio de Sabugal, distrito de Guarda.

## Historia
Fue creada el 28 de enero de 2013 en aplicación de una resolución de la Asamblea de la República de Portugal promulgada el 16 de enero de 2013 con la unión de las freguesias de Aldeia da Ribeira, Badamalos y Vilar Maior, pasando su sede a estar situada en la antigua freguesia de Vilar Maior.

## Demografía
| Gráfica de evolución demográfica de Aldeia da Ribeira, Vilar Maior e Badamalos entre 2011 y 2021 |
|                                                                                                  |
| Datos según el nomenclátor publicado por el INE portugués.                                       |